# عدنان مفتی
عدنان مفتی (به کردی: عه‌دنان موحه‌مه‌د ره‌شاد موفتی) متولد سال ۱۹۴۹ در اربیل یک سیاستمدار کرد و عضو اتحاد میهنی کردستان است که رئیس پارلمان کردستان در دومین دوره پارلمانی بود.

## زندگی سیاسی
در سال ۱۹۷۱ از جانب حکومت بعث عراق به زندان افتاد و بارها به خاطر فعالیت‌های سیاسی از طرف کشورهای همسایه دستگیر شده‌است. در سال ۱۹۶۳ عضو حزب دموکرات کردستان شد و میان سالهای ۱۹۷۱ و ۱۹۷۴ مسئول دانشجویان دانشگاه مستنصریه بود. در سال ۱۹۷۴ و بعد از قطع رابطه میان کردها و حکومت عراق، عدنان رابطه اش را با پیشمرگهای کرد برقرار کرد و در همان سال در تٲسیس اداره مالی شورش ایلول شرکت کرد و بعد از شکست شورش ایلول در سال ۱۹۷۵، وی یکسر به هیئت تٲسیس اتحاد میهنی کردستان ملحق شد که در روز ۱ ژوئن ۱۹۷۵ اتحاد میهنی کردستان تٲسیس شد و نقش آفرینی را ایفا کرد. بین سالهای ۱۹۷۵ تا ۱۹۷۷ به سوریه رفت و در آنجا به کار سیاسی و سازماندهی اشخاص پرداخت. در سال ۱۹۷۸ به کردستان بازگشت و به عنوان پیشمرگ در جنبش نوین کرد شرکت کرد. همراه محمود عثمان و رسول مامند حزب سوسیالیست کردستان را در ۸ اوت ۱۹۷۹ تٲسیس کرد و نقش خوبی در تٲسیس جبهه کردستانی داشت. در بین سالهای ۱۹۷۹ تا ۱۹۹۲ نقش آفرینی در برقرار کردن روابط خارجی با قوای سیاسی و عربی و بین‌المللی ایفا کرد. در سال ۱۹۹۵ عضو فرماندهی اتحاد میهتی کردستان شد و همینطر مسئول شاخه سوم حزب در اربیل شد. در بیشتر جلسه‌هایی که به منظور معالجه جنگ داخلی منعقد می‌شد شرکت می‌کرد و نقش چشمگیری در جلسه‌های تهران و لندن و دمشق داشت و همین‌طور در انعقاد موافقتنامه آنکارا در سال ۱۹۹۶ شرکتی قابل توجه داشت. به مدت سه سال نماینده اتحاد میهنی کردستان در شهر قاهره پایتخت مصر بود و یکی از سازماندهان دیالوگ کردی عربی بود که در سال ۱۹۹۸ در قاهره منعقد شد. در سال ۱۹۹۹ در حکومت اقلیم کردستان عدنان مفتی مقام وزارت شهرداری را کسب کرد و بعد از آن وزیر اقتصاد و مالی شد و بعد از این مقام نایب نخست وزیری مجلس وزرا را به دست آورد. در دومین کنگره اتحاد میهنی کردستان مفتی دوباره به عنوان عضو فرماندهی حزب انتخاب شد و بعد از آن عضویت مکتب سیاسی حزب را کسب کرد. تا به حال عدنان مفتی سه بار از مرگ نجات بافته است. اولین بار در بمباران شهر چومان در سال ۱۹۷۴ از مرگ بدر رفت. دومین بار در روز ۲۴ نوامبر ۱۹۸۷ از طرف مسئولین حزب بعث با چند تن از رفقایش مسموم شدند و در این جریان ۳ تن از دوستانش مردند و خودش هم به منظور معالجه به لندن فرستادند؛ و در سومین بار در یک عملیات تروریستی در ۱ فوریه ۲۰۰۴ به شدت زخمی شد و به مدت ۴ ماه تحت نظارت پزشکان بود. عدنان مفتی دارای مدرک لیسانس در رشته محاسبات است و دو کتاب را چاپ کرده‌است بنامهای (العلاقات الکردیه العربیه) و (الحوار الکردی و العربی). وی زبانهای عربی، ترکی، فارسی، انگلیسی و فرانسوی را به خوبی می‌داند.